# Port lotniczy Przerów
Port lotniczy Przerów (cz.: Letiště Přerov, kod IATA: PRV, kod ICAO: LKPO) – port lotniczy wojskowo-cywilny położony w czeskim Przerowie.